# Àma Gloria
Àma Gloria és una pel·lícula francesa del 2023 escrita i dirigida per Marie Amachoukeli. S'ha doblat i subtitulat al català.
La Setmana de la Crítica va triar que Àma Gloria fos l'estrena mundial a la seva gala d'inauguració.